# Principado-Bispado de Liège
O Bispado de Liège ou Principado-Bispado de Liège foi um estado do sacro império romano nos Países baixos atual Bélgica.  Adquiriu o seu estatuto de Principado-Bispado entre 980 e 985 quando o bispo Notker de Liège, que tinha sido bispo de Liège desde 972, adquiriu o título de príncipe-bispo depois de ter adquirido poderes seculares sobre o condado de Huy por ordem do imperador Otto II, do Sacro Império Romano.
O Principado-Bispado pertenceu desde 1500 à região do Baixo Reno-Círculo de Vestfália. A sua liderança cabia ao príncipe-bispo de Liège. O seu território incluía a maior parte das atuais províncias belgas de Liège e Limburgo, e alguns enclaves em parte da Bélgica e dos Países Baixos. A sua capital foi Liège (que, durante o bispado, é Lüttich em alemão e Luik em neerlandês. Por um breve período (1789-1791) tornou-se república, quando voltou a ser um Principado-Bispado e por fim anexado pela França em 1795.

## Fronteiras territoriais
As fronteiras da diocese original foram a da Civitas de Tungrorum, cuja capital era Tongeren, a noroeste de Liège. O bispado de Tongeren era originalmente formado por parte das dioceses de Trier e Colónia. Depois da 1ª metade do século IV, o bispado de Tongeren passou a ter uma organização autónoma. As fronteiras eram formadas, a Norte,  pela diocese de Utrecht; a Este, pela diocese de Colónia; a Sul, pelas dioceses de Trier e Rheims e a Oeste pela diocese de Cambrai. Deste modo a diocese de Tongeren estendia-se desde França, perto de Chimay, até Stavelot, Mönchengladbach, e Venlo, e desde os bancos de Semois até Ekeren, perto de Antuérpia, até ao meio da ilha de Tholen e também de Moerdjik, para que incluísse quer populações românicas quer populações germânicas. As fronteiras permaneceram virtualmente intactas até 1559.
O bispado de Liège nunca fez parte das 17 províncias neerlandesas ou das províncias espanholas nem dos  Países Baixos Austríacos, mas desde o seculo XVI em diante, a sua política foi fortemente influenciada pelos Duques da Borgonha e mais tarde pelos Habsburgos, sobre a governação da família de la Marck (em neerlandês: van der Marck).
Em 1559, as suas 1636 paróquias foram agrupadas em 8 arquidiaconatos e 28 assembleias, os chrétientés. As cidades mais importantes do bispado foram: Liège, Beringen, Bilzen, Borgloon, Bree, Châtelet, Ciney, Couvin, Dinant, Fosses-la-Ville, Hamont, Hasselt, Herk-de-Stad, Huy, Maaseik, Peer, Sint-Truiden, Stokkem, Thuin, Tongeren, Verviers, Visé and Waremme.